# Ulrich Adam
Ulrich Adam (* 9. Juni 1950 in Teterow) ist ein deutscher Politiker (CDU). Er war von 1990 bis 2009 Mitglied des Deutschen Bundestages.

## Leben
Nach dem Abitur 1969 an einer Erweiterten Oberschule (EOS) absolvierte Adam bis 1973 ein Studium der Mathematik an der Universität Rostock und von 1978 bis 1980 ein postgraduales Studium als Ökonom an der Bergakademie in Freiberg. Im Rahmen der Hochschulausbildung wurde er zum Reserveoffizier der NVA ausgebildet. Nach der Wende 1990 wurde er zweiter Geschäftsführer der Greifswalder Möbel GmbH.
Ulrich Adam ist verheiratet und hat zwei Kinder.

## Partei
Ulrich Adam trat im März 1990 in die CDU der DDR ein und war von November 2001 bis November 2009 stellvertretender Vorsitzender des CDU-Landesverbandes Mecklenburg-Vorpommern. Dieses Amt ließ Adam nach Mitteilung des CDU-Landesverbandes seit dem 22. April 2008 ruhen.

## Abgeordneter
Von Mai bis Dezember 1990 gehörte Adam der Bürgerschaft der Stadt Greifswald an.
Von 1990 bis 2009 war er Mitglied des Deutschen Bundestages. Hier war er von 1993 bis 2009 Vorsitzender der Landesgruppe Mecklenburg-Vorpommern der CDU/CSU-Bundestagsfraktion und gehörte zudem dem Fraktionsvorstand an. Er war Mitglied der Parlamentarischen Versammlung des Europarates sowie der Versammlung der Westeuropäischen Union (WEU) und gehörte zudem der Delegation des Bundestags in der Ostseeparlamentarierkonferenz an.
Adam war stets als direkt gewählter Abgeordneter des Wahlkreises Greifswald – Demmin – Ostvorpommern (1990, 1994 und 1998: Greifswald – Wolgast – Demmin) in den Bundestag eingezogen. Bei der Bundestagswahl 2005 erreichte er hier 37,2 % der Erststimmen.
Zur Bundestagswahl im September 2009 trat Adam nicht wieder an.
Mit der konstituierenden Sitzung des 17. Deutschen Bundestages am 27. Oktober 2009 schied er aus dem Parlament aus.

## Spenden von Wilhelm Schelsky
Am 19. April 2008 berichtete Der Spiegel, dass Adam Wahlkampfspenden von Wilhelm Schelsky, dem ehemaligen Chef der von Siemens mitfinanzierten Gewerkschaft AUB, entgegengenommen habe, ohne sie offiziell auszuweisen. Die Spenden sollen laut Spiegel verdeckt und ohne Spendenbescheinigung gezahlt worden sein. Schelsky habe danach „in erheblichem Umfang Kosten des Wahlkampfs“ von Adam finanziert.
„Süddeutsche Zeitung“ und „Der Spiegel“ bezifferten die Höhe der Spendengelder, die Adam von Schelsky erhalten haben soll, auf 110.000 Euro. Als Quelle wurde der zentrale Ermittlungsbericht der Nürnberger Soko „Amigo“ genannt, die gegen den inhaftierten Schelsky ermittelte.
Adam räumte ein, von Schelsky Sachspenden erhalten zu haben, die er nicht entsprechend den Verhaltensregeln des Deutschen Bundestages dem Präsidenten des Deutschen Bundestages gemeldet habe. Ulrich Adam hat daraufhin eine Auflistung der Sachspenden an Bundestagspräsident Norbert Lammert übergeben. Diese Spenden seien stets an ihn persönlich gegangen und daher nicht als Parteispenden zu qualifizieren; auch habe es keinerlei Gegenleistungen an Schelsky für die Wahlkampfspenden gegeben. Er habe inzwischen einen Steuerberater beauftragt, der überprüfen solle, ob das Schelsky-Material schenkungssteuerpflichtig sei.
Die Ermittlungen der Staatsanwaltschaft Hof wurden mit Verfügung vom 14. November 2008 mangels Tatverdachtes eingestellt.

## Ehrungen
- Bundesverdienstkreuz am Bande (22. Juni 1998)[14]